# Кава Манара
Ка̀ва Мана̀ра (на италиански: Cava Manara, на местен диалект: Cava, Кава) е градче и община в Северна Италия, провинция Павия, регион Ломбардия. Разположено е на 79 m надморска височина. Населението на общината е 6650 души (към 2010 г.).